# Jennifer Jayne
Jennifer Jayne, geboren als Jennifer Jayne Jones (* 14. November 1931 in Ecclesall Bierlow, Yorkshire, Vereinigtes Königreich; † 23. April 2006 in London) war eine britische Schauspielerin bei Film und Fernsehen mit zwei Ausflügen zum Filmdrehbuch.

## Leben und Wirken
Jennifer Jayne Jones war die Tochter von Theaterkünstlern und kam dadurch schnell mit dem Schauspielberuf in Kontakt. Nachdem sie noch als Teenager erste winzige Filmrollen  – Debüt 1948 als Autogrammjägerin in Wettlauf mit dem Tode, einem Dirk-Bogarde-Filmdrama um einen Motorradrennfahrer – ergattert hatte, entschloss sie sich zu einer kleinen aber wichtigen Namensänderung, da mit Jennifer Jones in Hollywood bereits ein berühmter Filmstar existierte. In der zweiten Hälfte der 1950er Jahre nahm Jennifer Jaynes Karriere etwas an Fahrt auf, als sie in mehreren Fernsehserien um historische Heldenlegenden wie Wilhelm Tell und Robin Hood wichtig Rollen bekam. Bei den Dreharbeiten lernte Jayne den dort mit dem Kulissenbau ebenfalls beschäftigten Filmarchitekten Peter Mullins kennen, der 1958 ihr Ehemann werden sollte.
Zu Beginn der 1960er Jahre erfolgten auch wieder Angebote vom Kinofilm, wo Jennifer Jayne in diesem Jahrzehnt regelmäßig die Braut/Freundin/Gefährtin des Helden zu spielen hatte, etwa in der Komödie Quintett mit Harfe und Trompete, dem Thriller Hysteria oder dem Science-Fiction-Film Sie kamen von jenseits des Weltraums. Während Jayne in B-Filmen oftmals Hauptrollen zugesprochen bekam, musste sie sich in A-Produktionen wie etwa der Agentenkomödie L – Der Lautlose oder dem Thriller Der Schrecken der Medusa mit deutlich kleineren Rollen begnügen. Bis in die frühen 1970er Jahre hinein war die Schauspielerin auch beim Fernsehen gut beschäftigt und trat gastweise in Serien wie Richard Löwenherz, Geheimauftrag für John Drake, Simon Templar und Der Mann mit dem Koffer auf. Mehrfach kam es zu Zusammenarbeiten mit dem auf Horrorstoffe spezialisierten Regisseur Freddie Francis, unter dessen Leitung sie im Winter 1984/85 auch ihre letzte (inzwischen winzig gewordene) Filmrolle (in The Doctor and the Devils) spielte. Francis gab ihr 1973/74 auch zweimal die Möglichkeit, die Drehbücher zu zwei seiner Horrorinszenierungen zu schreiben: Geschichten, die zum Wahnsinn führen und Son of Dracula. Die Manuskripte verfasste die Künstlerin unter dem Pseudonym Jay Fairbank.

## Filmografie
Als Schauspielerin, wenn nicht anders angegeben:
- 1948: Wettlauf mit dem Tode (Once a Jolly Swagman)
- 1949: Poet's Pub
- 1949: Die blaue Lampe (The Blue Lamp)
- 1951: The Black Widow
- 1953: It's a Grand Life
- 1955: A Yank in Ermine
- 1955–1957: Robin Hood (Fernsehserie)
- 1956: The Adventures of Sir Lancelot (Fernsehserie)
- 1957: The End of the Line
- 1958: Ivanhoe (Fernsehserie)
- 1958: Die Teufelswolke von Monteville (The Trollenberg Terror)
- 1958: Handlanger des Teufels (Mark of the Phoenix)
- 1955–1959: The Vise (Fernsehserie)
- 1958–1959: William Tell (Fernsehserie)
- 1960: Garry Halliday (Fernsehserie)
- 1961: Quintett mit Harfe und Trompete (Raising the Wind)
- 1962: Band of Thieves
- 1962: Früh übt sich … (On the Beat)
- 1963: Clash by Night
- 1964: Die Todeskarten des Dr. Schreck (Dr. Terror's House of Horrors)
- 1965: Hysteria
- 1965: L – Der Lautlose (The Liquidator)
- 1967: The Further Adventures of the Musketiers (Fernsehserie)
- 1967: Sie kamen von jenseits des Weltraums (They Came from Beyond Space)
- 1968: Der Mann mit dem Koffer (Man in a Suitcase) (Fernsehserie, 1 Folge)
- 1971: The Doctors (TV-Serie, zwei Folgen)
- 1973: Geschichten, die zum Wahnsinn führen (Tales That Witness Madness) (nur Drehbuch)
- 1974: Son of Dracula (nur Drehbuch)
- 1977: Der Schrecken der Medusa (The Medusa Touch)
- 1982: Agenten sterben zweimal (The Jigsaw Man)
- 1985: The Doctor and the Devils